# Butselia biveri
La butselia (Butselia biveri) è un mammifero carnivoro estinto, appartenente agli eulipotifli. Visse nell'Oligocene inferiore (circa 32 milioni di anni fa) e i suoi resti fossili sono stati ritrovati in Europa.

## Descrizione
Questo animale doveva avere all'incirca la taglia di un piccolo ermellino, ed è probabile che l'aspetto fosse vagamente simile a quello di un toporagno. Butselia, tuttavia, era dotato di specializzazioni tipiche dei piccoli carnivori; in particolare, la dentatura richiama quella dei carnivori miacidi dell'Eocene. Il secondo incisivo inferiore, ad esempio, era molto grande ed era simile a un canino, e il quarto premolare inferiore era molto simile a un carnassiale (i denti preposti a tagliare la carne) tipico dei carnivori. I molari, inoltre, erano di taglia decrescente verso la parte posteriore della mandibola. Anche le ossa del tarso conosciute ricordano quelle dei carnivori miacidi.

## Classificazione
Butselia biveri venne descritto per la prima volta nel 1965, sulla base di resti fossili ritrovati in terreni dell'Oligocene inferiore in Belgio, nella zona di Hoogbutsel; altri fossili attribuiti a questa specie sono stati in seguito ritrovati in Germania.
Butselia appartiene ai plesiosoricidi (Plesiosoricidae), un enigmatico gruppo di mammiferi probabilmente appartenenti agli eulipotifli; alcuni membri dei plesiosoricidi svilupparono tendenze carnivore, in un esempio di evoluzione convergente con i veri carnivori arcaici della famiglia Miacidae. In particolare, sembra che Butselia sia stato uno dei primi plesiosoricidi a sviluppare questi adattamenti, portati all'estremo in Siamosorex. È possibile che da una forma simile a Butselia si sia originato il genere eponimo della famiglia, Plesiosorex. Butselia e i suoi stretti parenti sono anche stati avvicinati all'enigmatica famiglia dei nittiteriidi (Nyctitheriidae).